# تری‌اوه‌تری
تِری‌اوه!تِری (انگلیسی: ۳OH!۳، به انگیسی خوانده می‌شود: three oh three) یک گروه الکتروپاپ آمریکایی که در کلورادو با دو عضو ناتانیل موته و شان فوریمن تشکیل شد. مهمترین آهنگ این گروه "Don't Trust Me" از آلبوم "Want" است که در رنکینگ صدتایی بیلبورد مقام هفتم را بدست آورد. همچنین آهنگ دیگر آنها "Starstrukk" که به همراهی کیتی پری خواندند و این آهنگ جز ده آهنگ برتر در کشورهای انگلستان، ایرلند، فنلاند، لهستان و استرالیا بود. دیگر آهنگ برتر این گروه آهنگ "My First Kiss" با همراهی کشا از آلبوم "Streets Of Gold" بود که در رنکینگ صدتایی بیلبورد مقام هفتم را بدست آورد.

## آلبوم‌ها
- ۲۰۰۷: ۳OH!۳
- ۲۰۰۸: Want
- ۲۰۱۰: Streets of Gold
- ۲۰۱۳: Omens
- ۲۰۱۶: Night Sports